# 張傑夫
張傑夫（1517年—1557年），字朝伯，號凌山，廣東廣州府新會縣人，軍籍，明朝政治人物。

## 生平
三歲失怙，年十七舉秀才，嘉靖十九年（1540年）庚子科廣東鄉試第三十四名舉人。嘉靖二十九年（1550年）中式庚戌科會試第九十名，三甲第一百二十名進士。授任福建长泰知县，有異政，三年任满，受都御史戴時宗举荐，晋升为南京户部主事，管淮安鈔关。任满，多余羡金皆入公家。常州有盗抢劫官船，并冒充官员想要免税，被杰夫所发觉，依法诛杀，將所获赃物上交，世宗嘉之，賜以所获之半，以旌表他的廉洁。在任七月，年四十一，卒于官。

## 家族
曾祖張時中；祖父張汝堅；父張卿，母李氏。慈侍下。二子：崇一、崇德。侄子张思仁，字崇體，捐建步天、光義两石桥，又建文昌阁及天亭社學。